# Assassinato de Laurent-Désiré Kabila
O assassinato de Laurent-Désiré Kabila ocorreu em 16 de janeiro de 2001 quando o presidente quinxassa-congolês Laurent-Désiré Kabila foi morto em seu escritório no Palácio de Mármore em Quinxassa, sua residência oficial. O assassino era um jovem de dezoito anos chamado Rashidi Kasereka, que mais tarde foi morto a tiros. A maior parte das informações de que o governo dispõe é que alguns ex-kadogos faziam parte desse plano.

## Reputação
A reputação de Kabila o afetou enquanto matava mais e mais kadogos. Um dia antes de seu assassinato, Kabila havia testemunhado a execução de 47 kadogos  que, segundo ele, estavam organizando um complô para matá-lo. Devido a isso, sua reputação com o exército despencou e a vida de Kabila estava ameaçada. Os kadogos estavam sendo mortos cada vez mais à medida que a vida de Kabila corria mais perigo. 
Em novembro de 2000, Kabila acreditou ter descoberto uma conspiração contra si e prendeu, martirizou e matou soldados leais ao Comandante Anselme Masasu Nindaga, que dias antes havia feito um discurso em uma reunião de 1.200 kadogos em Quinxassa.  A conspiração para assassinar Kabila começou no início de janeiro de 2001, quando um grupo de kadogos foi a Brazavile e elaborou um plano traçado pela Operação Mbongo Zero. 

## Operação Mbongo Zero
A Operação Mbongo Zero foi o plano elaborado pelos conspiradores para penetrar em posições importantes na capital, que incluía o Palácio de Mármore. Mbongo significa "touro" em suaíli. Depois de acessar o palácio, os penetradores abordariam o presidente com um revólver e atirariam nele. Este grupo de penetradores eram kadogos que lutaram com Kabila contra a ditadura militar de Mobutu Sese Seko. Kasereka teria dito "Eu vou matá-lo". 

### Ataque
Em 16 de janeiro de 2001, o assassino havia entrado no gabinete do presidente enquanto Kabila discutia com um conselheiro econômico, Emile Mota,  sobre uma cúpula iminente com a França na qual esperava proteger sua presidência sobre o Congo. O assassino curvou-se sobre Kabila e o presidente se inclinou em sua direção, pensando que o guarda-costas queria falar com ele. O guarda-costas então sacou um revólver e atirou no presidente quatro vezes, e em seguida escapou do palácio com outros conspiradores enquanto tiros eram disparados. 
O ex-ministro da Saúde, Leonard Mashako Mamba, estava bem ao lado do escritório quando Kabila foi baleado e chegou imediatamente após o assassinato.
Mwenze Kongolo estava esperando o acesso ao palácio às 13h45 e ouviu tiros sendo disparados no prédio.  Lá dentro, outros guarda-costas entraram correndo na sala e atiraram no assassino, que foi atingido primeiro na perna e depois mais duas vezes para ter certeza de que estava morto.  Após quinze minutos, Kabila estava em um helicóptero com destino a uma clínica em Gombe, Quinxassa. Um toque de recolher começou naquele dia às 6h e, após 8 horas, uma carreata partiu da clínica para a longa viagem até o Aeroporto de N'djili, com uma ambulância no meio. 
Kabila foi transportado para Harare, no Zimbábue, para tratamento médico. Contudo, foi declarado morto em 18 de janeiro às 10h.

## Funeral
Kabila teve um funeral de Estado no dia 20, quando foi levado de avião para Baudouinville, sua aldeia natal, depois para Lubumbashi e em seguida regressou para Quinxassa.  Foi sepultado no Mausolée de Laurent Désiré Kabila, em Quinxassa. Soldados armados do Zimbábue permaneceram ao redor do Palácio do Povo, onde o funeral aconteceu, e as estradas próximas foram bloqueadas por carros blindados. Centenas de soldados de outro aliado de guerra, Angola, também foram convocados. 
Os presidentes José Eduardo dos Santos de Angola e Robert Mugabe do Zimbabwe estiveram presentes no funeral.

## Consequências
Após a morte de seu pai, Joseph Kabila, com 29 anos de idade, o sucedeu devido à declaração de que se ele [Laurent] morresse no cargo, seria Joseph que assumiria.  Alguns indivíduos foram acusados de estar envolvidos em uma conspiração para derrubá-lo também. O governo havia se estabilizado mesmo com a perda de poder. 
Após o assassinato, um grupo de kadogos acabou sendo preso e admitido como parte da operação.  O motivo do assassinato foi uma vingança depois que Kabila os traiu após se encontrar com um dos inimigos de longa data dos kadogos, Paul Kagame.  De acordo com o Ministro da Justiça Mwenze Kongolo, o assassino foi Rashidi Kasereka, que foi baleado posteriormente enquanto fugia do palácio. 
Também foi assumido que um guarda-costas atirou em Kabila.  Uma investigação encontrou 135 pessoas acusadas do assassinato de Kabila, incluindo quatro crianças.  Algumas fontes afirmaram que 115 foram acusados.  Ninguém foi reconhecido como o assassino de Kabila. O ministro das Relações Exteriores, Louis Michel, disse à RTBF que a morte de Kabila não foi um golpe de Estado, mas sim "uma discussão que se transformou em violência". Michel também afirmou que "[Kabila estava] morto, morto por seu próprio guarda-costas, que "aparentemente disparou dois tiros".
O assassino, Kasereka, estava na área de Brazavile-Quinxassa antes de sua morte. 26 pessoas, incluindo o próprio primo de Kabila, o coronel Eddy Kapend, foram condenados à morte, embora não estivessem sujeitos à pena de morte. 45 foram proclamados inocentes e exonerados. 64 réus foram presos. 
Em Goma, um porta-voz confirmou que oficiais das Forças Armadas Congolesas haviam dado um golpe de Estado contra Kabila. O Ministro do Interior Gaetan Kakudjihad negou este fato. Eddy Kapend fez a seguinte aparição na televisão quinxassa-congolesa: "Ao Chefe do Estado-Maior do Exército, ao comandante das forças terrestres, aéreas e navais e a todos os comandantes militares regionais: ordeno que assumam o comando de suas unidades". Ele continuou, "Até novo aviso, nenhuma arma deve ser disparada por qualquer motivo.".
Dezenove anos depois, em 8 de janeiro de 2021, o presidente Félix Tshisekedi perdoou 28 dos presos condenados que cumpriram suas penas em 2005, na prisão de Makala em Quinxassa.  Especula-se que os países envolvidos no homicídio sejam Ruanda e Uganda, rivais de longa data do líder quinxassa-congolês e de Angola.

## Filmografia
Entre 2009 e 2011, os jornalistas Arnaud Zajtman e Marlène Rabaud pesquisaram e produziram um filme investigativo sobre o assassinato de Kabila com a Al Jazeera. O filme, intitulado Murder in Kinshasa, conclui que os condenados pela morte de Kabila são inocentes e que o assassinato foi de fato organizado pelas forças rebeldes quinxassa-congolesas com o apoio do governo de Ruanda e a aprovação dos Estados Unidos. 